# Коэн, Джеральд Аллан
Джеральд Аллан «Джерри» Коэн (англ. Gerald Allan "Jerry" Cohen; 14.04.1941, Монреаль, Канада — 05.08.2009, Оксфорд, Англия) — политический философ, основоположник аналитического марксизма.

## Биография
Окончил Университет Макгилла (бакалавр философии и политологии) и Оксфордский университет со степенью бакалавра философии (BPhil). В последнем учился у И. Берлина и Г. Райла.
На философском факультете Университетском колледже Лондона: в 1963—1964 годах ассистент лектора, в 1964—1979 годах лектор, в 1979—1984 годах преподаватель.
В 1985—2008 годах Chichele-профессор общественно-политической теории оксфордского Колледжа Всех Душ.
В 2008—2009 годах Quain-профессор (Quain Professor) юриспруденции Университетского колледжа Лондона.
С выходом в 1978 году в свет его книги «Karl Marx’s Theory of History: A Defence» и организованного им её обсуждения в Лондоне в 1979 году, которым было положено начало серии встреч, ставших потом ежегодными, связывают возникновение нового направления в марксистской теории, позже получившего название «аналитический марксизм». В рамках встреч впоследствии сформировалась Сентябрьская группа (такое название она получила за то, что встречи эти проводились в сентябре).

## Переводы
- Дж. Коэн. «Совместимы ли свобода и равенство?». — М.: Свободное марксистское издательство, 2020.